# Трифулчево
Трифулчево (на гръцки: Τριφύλλι, Трифили, катаревуса: Τριφύλλιον, Трифилон, до 1926 година Τριφούλτσοβο, Трифулцово или Τριφούλτσοβον, Трифулцовон), на турски Кадикьой, е село в Егейска Македония, дем Пела на административна област Централна Македония.

## География
Селото е разположено на 20 m надморска височина в Солунското поле на 4 km северно от Кадиново (Галатадес).

## История

### В Османската империя
В началото на XX век Трифулчево е село в Ениджевардарска каза на Османската империя. Към 1900 година според статистиката на Васил Кънчов („Македония. Етнография и статистика“) Трифулчево (Кади Кьой) брои 240 жители турци.

### В Гърция
През Балканската война в 1912 година селото е окупирано от гръцки части и остава в Гърция след Междусъюзническата война в 1913 година. 
Боривое Милоевич пише в 1921 година („Южна Македония“), че Трифунчево има 5 къщи славяни християни и 15 къщи цигани мохамедани.
В 1924 годиан циганското мюсюлманско население се изселва и на негово място година са настанени 215 понтийски гърци и източнотракийски гърци, бежанци от Турция. В 1926 година селото е прекръстено на Трифили. Според преброяването от 1928 година селото е чисто бежанско с 62 бежански семейства с 213 души.
Селото произвежда овошки, памук, жито, бостан и други. Развито е и краварството.
| Година    | 1913 | 1920 | 1928 | 1940 | 1951 | 1961 | 1971 | 1981 | 1991 | 2001 | 2011 | 2021 |
| --------- | ---- | ---- | ---- | ---- | ---- | ---- | ---- | ---- | ---- | ---- | ---- | ---- |
| Население | 208  | 233  | 280  | 469  | 459  | 562  | 541  | 525  | 543  | 531  | 481  | 391  |